# Montée Saint-Barthélemy
La montée Saint-Barthélemy est une rue du quartier du Vieux Lyon, dans le 5e arrondissement de Lyon, en France. Elle est avec la montée du Chemin-Neuf une des deux voies principales de communication entre le Vieux-Lyon et la colline de Fourvière. Comme son nom l'indique, c'est une rue en forte pente : avec une altitude de départ à 175 m et une arrivée à 270 m, elle compte un dénivelé de 95 mètres, ce qui correspond à une pente de 12,6 %.

## Dénomination
Son nom lui vient d'une recluserie dédiée à l'apôtre saint Barthélemy.

## Histoire

### Antiquité
La montée est d'origine gallo-romaine : elle était la principale voie permettant de relier les deux villes qu'a remplacées Lyon : la haute ville de Lugdunum (en particulier les théâtres antiques et le temple de Lug) et Condate, la ville commerciale, située sur le confluent d'alors, remblayé aujourd'hui.

### Moyen Âge
Au Moyen Âge, une des portes de la ville, nommée porte de Bourg-Neuf ou porte de Confort barrait le bas de la rue,.

### Implantations de couvents de la Renaissance auXIXesiècle
Entre le XVIe siècle et le XIXe siècle, de nombreuses congrégations religieuses établissent des maisons dans la montée Saint-Barthélemy.
Au sommet de la montée, Pierre Sala fait construire au début du XVIe siècle une maison dite de l'Antiquaille (que viendra notamment visiter François Ier. Plus tard, elle sera intégrée au couvent des Visitandines qui deviendra en 1872 l'Hôpital de l'Antiquaille.
En 1618, après la destruction de l'abbaye royale de Chazeaux par le baron des Adrets, les religieux restants vinrent s'établir dans une maison située dans la montée.
En 1623, l'ordre des Frères mineurs récollets fonde un couvent (transformé en 1988 en habitations) dans la maison de Belle-Grève acheté pour eux par Marie de Médicis.
En 1659, la communauté de la Propagation de la Foi (ou des Nouvelles Catholiques) crée une maison destinée à accueillir des femmes protestantes cherchant à devenir catholiques.
En 1673, les prêtres de Saint-Lazare établissent une maison et une chapelle dans ce qui deviendra le groupe scolaire des Lazaristes.

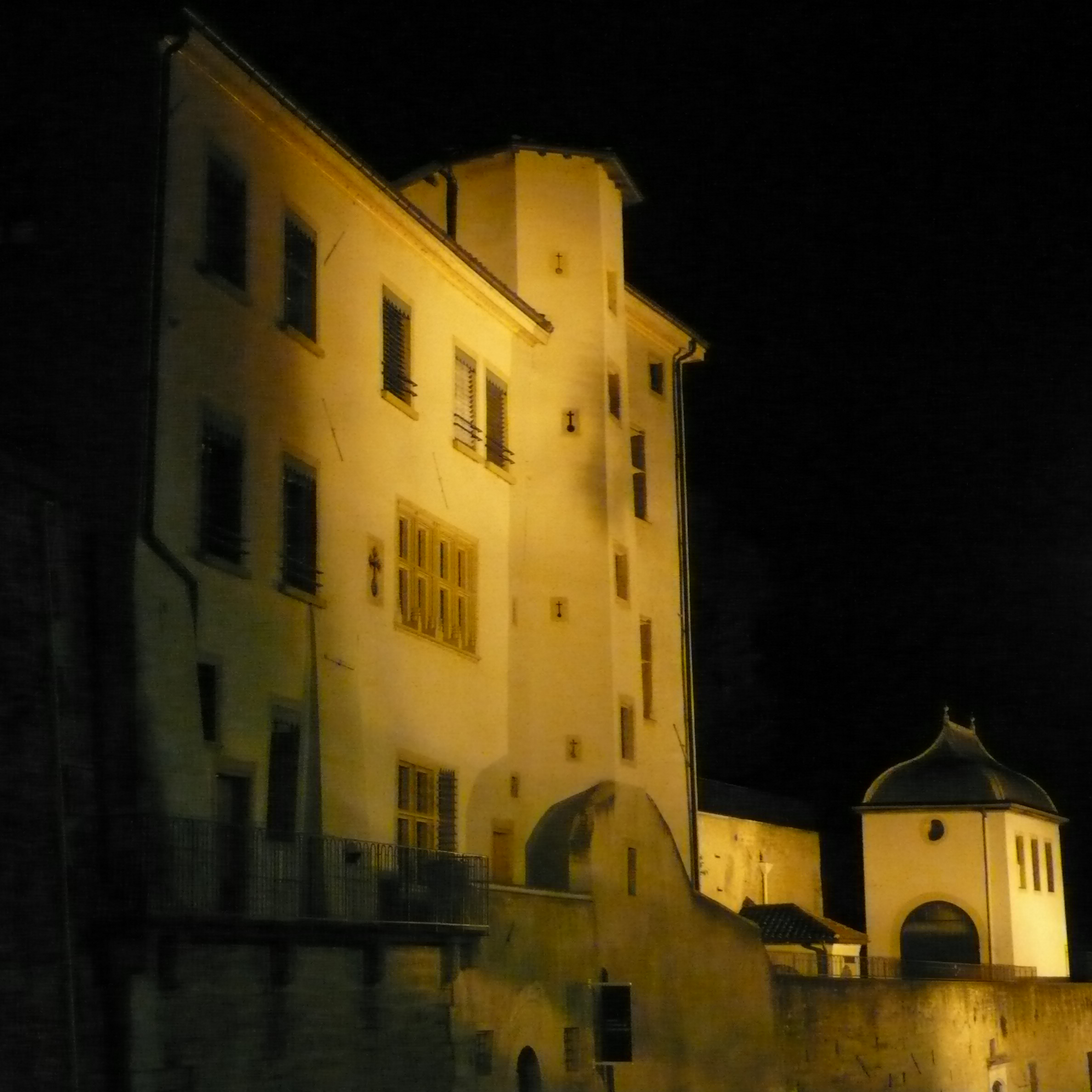
Maison de Pauline Jaricot

En 1822, Pauline Jaricot acheta au n°42 la maison appelée auparavant « de la Bréda », construite vers 1520 par Pierre Burbenon, riche propriétaire lyonnais. Elle en fit la maison de la propagation de la foi. Cette maison appartient depuis 1975 à l’œuvre pontificale missionnaire qui poursuit l'action de Pauline Jaricot,.
Le 9 mai 1837 s'établit au bas de la voie l'école des pères maristes,dans la maison dite « Puylata », qui, après les aménagements nécessaires, devint la maison-mère de la congrégation. En 1870, elle servit d'hôpital pendant la guerre.
En 1940, les Frères des écoles chrétiennes implantent montée Saint-Barthélemy l'École catholique d'arts et métiers (ÉCAM), qui y est toujours située.

## Accessibilité

### Lieux notables
- Musée historique de L'Antiquaille [11]: Espace Culturel du Christianisme à Lyon, 49, montée Saint-Barthélemy

#### Lieux disparus
- Maison des champs des Mandelot, puis abbaye de bénédictines des Chazeaux[12]. Cette batisse a servi pendant la révolution de lieu de bienfaisance[13].

### Transports
La montée Saint-Barthélemy, en raison de sa forte déclivité, n'est desservie par aucun bus.
Au pied de la montée est située la Gare Saint-Paul.
Par ailleurs, même si, toujours en raison de la pente, aucune station de Vélo'v n'est située dans la montée même, plusieurs se trouvent à proximité de ses extrémités :
- 5005 - Gare Saint-Paul
- 5050 - Théâtres Romains - 50 rue de l'Antiquaille

### Espaces verts
Les jardins du Rosaire et de Saint Jean bordent la montée à droite et à gauche, ainsi que les jardins de l'ÉCAM.

### Requalification
Alors qu'à la fin du XIXe siècle encore, la montée Saint-Barthélemy était relativement valorisée, au cours du XXe siècle, la qualité de la rue et du bâti avoisinant est assez dégradée, ce que Paul-Jacques Bonzon a illustré dans une des aventures des Six Compagnons (Les six compagnons et le piano à queue), censée se dérouler au début des années 1960. Cette situation dure jusque vers la fin du siècle et, notamment, l'inscription au patrimoine mondial de l'humanité de tout le secteur (la totalité de la rue est située dans le périmètre inscrit). De lourds travaux de réhabilitation sont menés depuis,,.